# Charles Bonnet

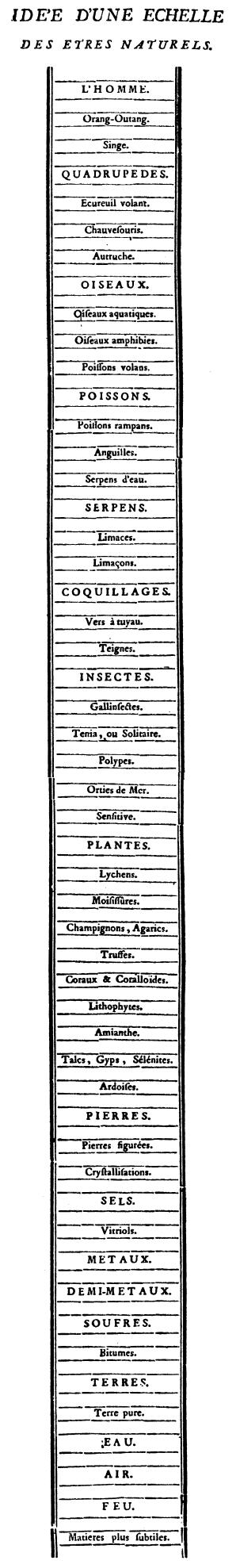
Cadena de seres de Traité d'insectologie, 1745

Charles Bonnet (Ginebra, 13 de marzo de 1720-ibíd., 20 de mayo de 1793) fue un biólogo y filósofo suizo. Fue uno de los principales exponentes de la idea de Scala naturae y autor de importantes descubrimientos biológicos, como la partenogénesis.

## Biografía
Protestante de origen francés, su familia tuvo que huir de Francia después de la matanza de San Bartolomé. Charles Bonnet desarrolla una gran pasión por la biología después de leer el Espectáculo de la Naturaleza de Noël-Antoine Pluche (1688-1761) y los trabajos de Réaumur, con quien mantuvo correspondencia desde los 18 años.
Bonnet se apasiona por la reproducción de los áfidos y obtiene once generaciones sucesivas sin fecundación. Asimismo estudia la respiración de las orugas y las mariposas, la anatomía de la tenia y la facultad de reconstitución de los órganos perdidos en los gusanos.
En 1745 publica un Tratado de insectología por el que es admitido en la Academia de Ciencias de París. En 1754 publica el Tratado sobre el uso de las hojas, que provoca la admiración de Cuvier (1769-1832).

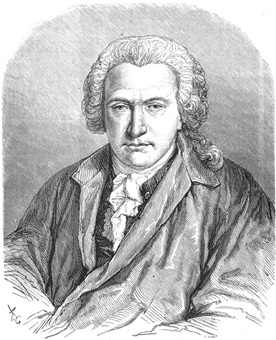
Retrato de Charles Bonnet.

Sus investigaciones se ven trabadas por la ceguera. No pudiendo hacer uso del microscopio, se orienta hacia la biología teórica y compone varios escritos filosóficos, como el Ensayo de psicología (1754) o el Ensayo analítico sobre las facultades del alma (1760).
En 1762 publica Consideraciones sobre los cuerpos organizados, donde expone su preformacionismo. Según la teoría sobre la preexistencia de los gérmenes, la producción de un nuevo ser vivo se debe a la evolución de un germen preexistente. Esta teoría permitía explicar la aparición de los seres sin contradecir a la Biblia, pues todos los gérmenes habrían sido creados en el Génesis.
En 1764 publica Contemplación de la naturaleza que lo convierte en una célebre personalidad, también fuera de los círculos científicos.
Su obra más ambiciosa es Palingénésie philosophique (1769), donde aúna conocimientos de todos los campos (geología, biología, psicología y metafísica). De orientación leibniziana, defiende la inmortalidad del alma animal.
Continúa su reinterpretación del Génesis en las Investigaciones filosóficas sobre las pruebas del cristianismo de 1773.
Sus trabajos le valieron los sarcasmos de Voltaire.

## Obra
- La cadena de los seres: Bonnet es fundamentalmente recordado por ser el primer gran exponente de la idea de la scala naturae, idea que desarrolla en su Traité d'Insectologie (1745) y sobre todo en su Contemplation de la Nature (1764). Influenciado por Leibniz, Bonnet concibió una gradación continua desde el átomo hasta los ángeles. La sucesión de los seres es completa (comprende a todos los seres), continua (la naturaleza no hace saltos) y ascendente. Las transiciones son funcionales y no aportan datos sustanciales con respecto a la clasificación de Aristóteles.[2]
- Bonnet era fijista, pensando que todos los seres habían sido creados por Dios una sola vez. Sin embargo, pensaba que lo que constituía la esencia de las especies no era su forma actual, sino un germen interior (invisible e indestructible) que habría permanecido idéntico a lo largo de la historia, a pesar de las variaciones exteriores sufridas por las especies durante las "revoluciones" que periódicamente habrían puntuado la historia de la Tierra. Lo mismo sucede con el desarrollo embrionario: si bien el embrión es perfecto desde su concepción, las características que permiten situarlo en la escala de los seres sólo aparecen progresivamente.

- Partiendo de las ideas de la cadena de los seres y de la preformación, Bonnet propuso un paralelismo entre el desarrollo embrionario y la jerarquía orgánica, una idea que preconiza la futura teoría de la recapitulación (el término "palingénésie" significa, precisamente, "repetición de generaciones"): al igual que sucede con el desarrollo embrionario del pollo, las especies, aunque perfectas desde la Creación, han debido sufrir sucesivas revoluciones para mostrar la complejidad final que las caracteriza actualmente.

## Bibliografía

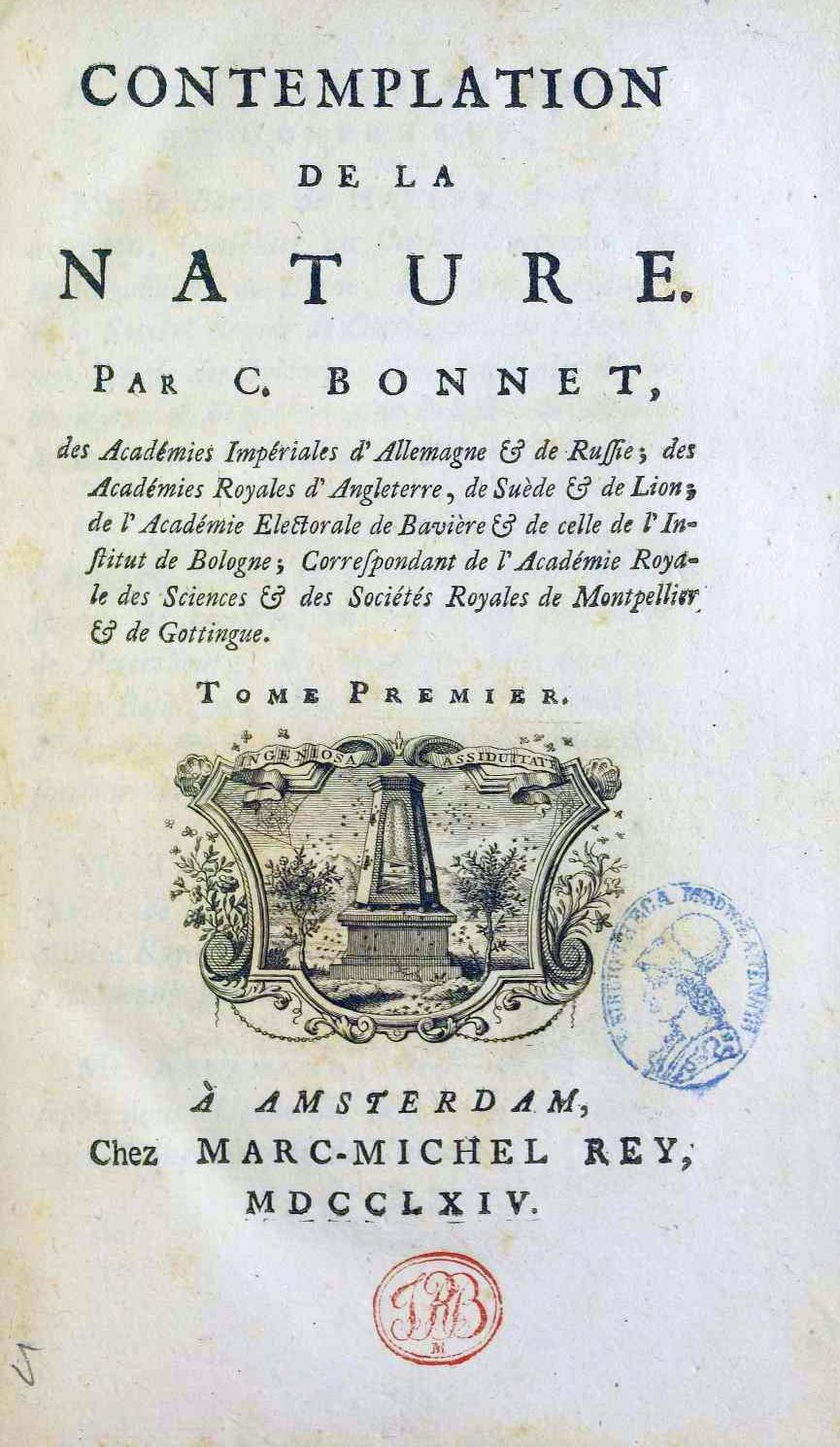
Contemplation de la nature, 1764